# Суйслепа
Су́йслепа (ест. Suislepa küla) — село в Естонії, у волості Вільянді повіту Вільяндімаа.

## Населення
Чисельність населення на 31 грудня 2011 року становила 231 особу.

## Історія
З 19 грудня 1991 до 25 жовтня 2017 року село входило до складу волості Тарвасту.

## Пам'ятки
- Миза Ууе-Суйслепа (Uue-Suislepa mõis).
- Православна церква святої Катерини (Suislepa Püha Katariina kirik).

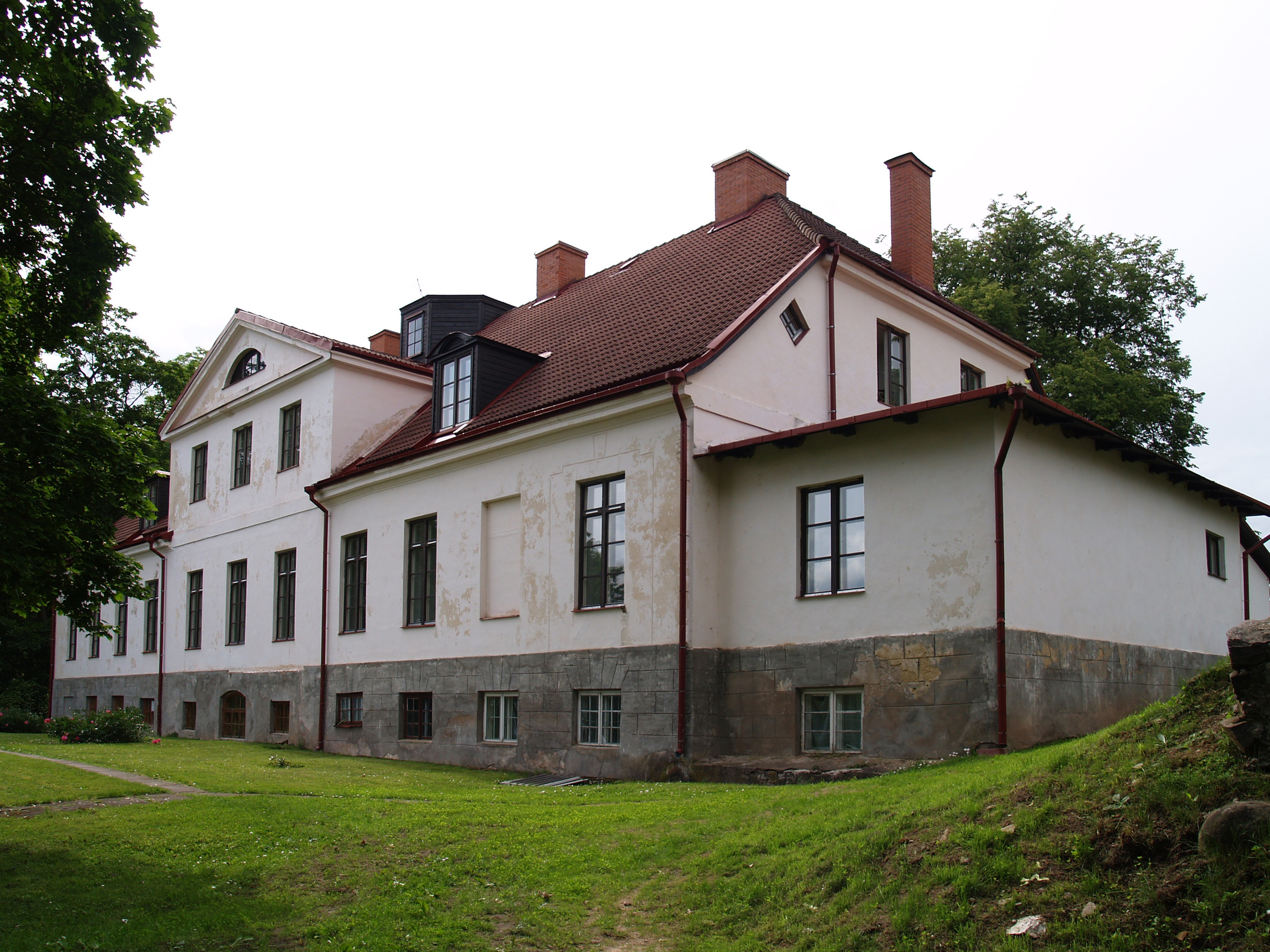
Головна будівля мизи Ууе-Суйслепа